# Liste der Bodendenkmale in Estorf (Weser)
In der Liste der Bodendenkmale in Estorf sind die Bodendenkmale der niedersächsischen Gemeinde Estorf (Weser) aufgeführt. Die Quelle ist der Denkmalatlas Niedersachsen. 

Estorf im Landkreis Nienburg

Der Stand der Liste ist der 13. Januar 2025.

## Allgemein
In den Spalten finden sich folgende Informationen des Bodendenkmales:
Lagegeographische Koordinaten
BezeichnungBezeichnung lt. Denkmalatlas
BeschreibungBeschreibung lt. Denkmalatlas
IDObjekt-ID
BildBild, ggf. zusätzlich mit Link zu weiteren Fotos im Medienarchiv Wikimedia Commons.

## Estorf
| Lage                       | Bezeichnung           | Beschreibung | ID       | Bild |
| -------------------------- | --------------------- | --- | -------- | ---- |
| 52° 35′ 5″ N, 9° 11′ 21″ O | Estorf 38, Grabhügel  | Durchmesser ca. 21 m und Höhe ca. 1 m, ebenmäßig gewölbt. Pflanzenfurchen von Nordwest-Südost. Rand allmählich auslaufend. | 36204605 | BW   |
| 52° 35′ 5″ N, 9° 11′ 23″ O | Estorf 118, Grabhügel | Durchmesser ca. 20 m und Höhe ca. 1 m, annähernd rund, alt überpflügt.                                                     | 38481693 | BW   |
| 52° 35′ 3″ N, 9° 11′ 45″ O | Estorf 130, Grabhügel | Durchmesser ca. 16 m und Höhe ca. 0,7 m, eher quadratisch, Kuppe abgeflacht mit stark unregelmäßiger Oberfläche.           | 49873274 | BW   |

### Estorf 40
- ID:39198561
- Grabhügelfeld.

| Lage                        | Bezeichnung | Beschreibung | ID       | Bild |
| --------------------------- | ----------- | --- | -------- | ---- |
| 52° 35′ 11″ N, 9° 11′ 34″ O | Estorf 40   | Durchmesser ca. 19 m und Höhe ca. 1 m, rund, ebenmäßig gewölbt. Pflanzfurchen von Nordwest-Südwest. Rand allmählich auslaufend.                                | 36204659 | BW   |
| 52° 35′ 12″ N, 9° 11′ 38″ O | Estorf 46   | Durchmesser ca. 20 m und Höhe ca. 1 m, ebenmässig gewölbt, von Osten nach Westen ein alter Wallaufwurf. In Nordhälfte flache weite Einsenkung. Rand abgesetzt. | 36205319 | BW   |
| 52° 35′ 13″ N, 9° 11′ 40″ O | Estorf 47   | Durchmesser ca. 11 m und Höhe ca. 0,8 m, annähernd rund, ebenmässig gewölbt.                                                                                   | 36205498 | BW   |
| 52° 35′ 13″ N, 9° 11′ 41″ O | Estorf 48   | Durchmesser ca. 10 m und Höhe ca. 0,5 m, ehemals annähernd rund, der östliche Bereich eingesunken.                                                             | 36205554 | BW   |

### Estorf 59
- ID:39198610
- Grabhügelfeld.

| Lage                       | Bezeichnung | Beschreibung | ID       | Bild |
| -------------------------- | ----------- | --- | -------- | ---- |
| 52° 35′ 38″ N, 9° 9′ 12″ O | Estorf 59   | Durchmesser ca. 16 m und Höhe ca. 0,9 m, annähernd rund. Oberfläche abgeflacht und mit vielen Eingrabungen und Kaninchenlöchern, Rand allmählich auslaufend.  | 36307264 | BW   |
| 52° 35′ 38″ N, 9° 9′ 14″ O | Estorf 60   | Durchmesser ca. 16 m und Höhe ca. 1,2 m, annähernd rund, alte Eingrabungen im Nordostteil und alte Störungen am Rand. Alte Pflanzfurchen von Nordwest-Südost. | 36307325 | BW   |
| 52° 35′ 38″ N, 9° 9′ 15″ O | Estorf 61   | Größe ca. 15 × 13 m und Höhe ca. 0,9 m, oval, ebenmäßig gewölbt, mit allmählich auslaufendem Rand. Alte Aufforstungsfurchen von Nordwest-Südost.              | 36307361 | BW   |